# Knjiga o Sucima
Knjiga o Sucima (heb. ספר שׁופטים Sefer Šoftim; grč. Κριταί; lat. Iudicum) naslov je sedme knjige Staroga zavjeta. U katoličkom kanonu ubraja se među Povijesne knjige, a u židovstvu među Prednje proroke. Kratica za ovu knjigu: Suci.

## Naziv
Hrvatski je naziv ove knjige prijevod je latinskog i grčkom naziva koji također govore o sucima. U hebrejskom jeziku riječ je izvedena iz glagola שׁפט (šafat), čije je temeljno značenje „suditi“, „presuđivati“, no ono se prenijelo i na vršenje vladarske službe, jer su vladari imali i sudsku vlast. Na taj način, ovaj hebrejski termin označuje predvodnike, plemenske vođe, vođe naroda, o kojima i govori ova knjiga.

## Struktura
Knjiga o Sucima sastoji se od tri dijela različita obujma, a to su: uvod (Suci 1,1-2,5); glavni dio (Suci 2,6-16,31); dodaci (Suci 17-21). Uvod (1,1-2,5) nema zapravo izravne veze s ostatkom knjige, nego je pogled unazad prema Knjizi o Jošui, te prikazuje osvajanje Obećane zemlje i njegove posljedice.
Glavni dio knjige (2,6-16,31) donosi niz izvještaja o sucima, to jest plemenskim i ratnim vođama naroda. Obično se razlikuje šest „velikih sudaca“ (Otniel, Ehud, Barak i Debora, Gideon, Jiftah i Samson), kojima je posvećena veća pozornost, i šest „malih sudaca“ (Šamgar, Tola i Jair, Ibsan, Elon i Abdon), koji se tek kratko spominju.
Dodaci (17-21) sadrže izvještaj o seljenju pripadnika plemena Dan i o utemenljenju svetišta u Danu (17-18), te izvještaj o ratu ostalih plemena protiv Benjamina (19-21).

## Književni sastav
U uvodnom dijelu knjige (1,1-2,5) postoje bitne razlike u odnosu na Jošuu, ako učinak samih osvajanja nije jednak, te se sada pokazuje da su mnoga mjesta koja bi prema prethodnoj knjizi pripadala izraelskim plemenima, zapravo ostala u vlasti starosjedioca. Razlike se objašnjavaju drugačijim porijeklom tradicije o osvajanju. Dok je tekst Knjige o Jošui većim dijelom plod sjeverne tradicije, posebice s područja plemena Efrajima, ovaj dio Knjige o Sucima nastao je pod utjecajem južne, Judine tradicije. Značajke su uvoda ponavljanja (2,11-19 i 2,6-10 uz 2,20-3,6), koja govore o višestrukim redakcijskim zahvatima.
Glavni dio knjige donosi tradicije različitih plemena o njihovim vođama i junacima, a u jednu cjelinu spojili su ih deuteronomistički uređivači, koji su knjizi dali nadasve religiozni karakter unutar teme vjere i nevjere. Tako ovi redaktori prikazuju kako su se Izraelci iznevjerili Bogu, pa su poput kazne podvrgnuti stranim tlačiteljima, no Bog im šalje osloboditelja (suca) koji ih izbavlja. Poput uvoda, i glavni dio sadrži neka ponavljanja, kao što se to dobro vidi u izvještaju o Samsonu (15,20; 16,30), pa se može zaključiti da je čitava knjiga prošla barem kroz dva uzastopna izdanja. U ovom, glavnom dijelu knjige nalazi se i Deborina pjesma (Suci 15), za koju se drži da pripada među najstarije starozavjetne tekstove.
Dodaci knjige (17-21) još nisu pridodani u doba deuteronomističke redakcije. Onamo su dodani svakako nakon povratka iz babilonskog ropstva, no temelje se na starijim predajama, vezanim uz svetišta u Danu, te Mispi i Betelu.

## Sadržaj knjige
Knjiga o Sucima prikazuje period nakon Jošue do uspostave monarhije, obilježen serijom Izraelovih otpada, kao uzrocima nedaća, koji nakon kajanja završavaju tako da ih Bog spašava „podizanjem“ izbavitelja-sudaca.
Nakon Jošuine smrti, zbog nedostatka središnje vlasti, starješine su teško mogle održati jedinstvo (Suci 17,6). Usto, Izraelci su potpuno vladali samo gorskim krajevima (Judejsko i Efrajimsko gorje i gornja Galileja) dok su dolinama i ravnicom uz Sredozemno more i dalje vladali Filistejci i kanaanski narodi. Suci su u tom razdoblju (oko 1200. – 1025. pr.ne.) vodili uglavnom pojedina plemena u lokalnim ratovima. Bila je tu riječ o karizmatskim vođama koje je Bog izabrao i obdario moralnom snagom i fizičkim sposobnostima (Samson, Otinel, Ehud, Debora, Gideon...) No zbog jačanja Amonaca na istoku (1Sam 11) i Filisejaca na zapadu (1Sam 4,1-11) koji su predstavljali preveliku opasnost za obranu na plemenskom principu, ukazala se potreba za ujedinjenjem plemena u čvršću zajednicu, te će biti stvoreno jedinstveno kraljevstvo, čime će se baviti sljedeće starozavjetne knjige.

## Knjiga o Sucima i povijest
Teško je naći bilo koji izvanbiblijski izvor koji bi potvrdio događaje o kojima piše ova knjiga. I u samoj knjizi kronologija je proizvoljna, te se njome ne može služiti kao čvrstim povijesnim izvorom. Arheološki ostaci potvrđuju nastavak postojanja ponajprije filistejskih gradova, kao što su Gaza, Aškelon ili Ekron, s njihovom bogatom kulturom koja je bila pod snažnim utjecajem zapadnih krajeva. Epizodu o Debori i Baraku valja smjestiti otprilike u sredinu 12. stoljeća pr. n. e., kad su se doista odigravale bitke u dolini Jizreel, nakon kojih su, zahvaljujući pobjedi, mogla biti i fizički spojena područja plemena koja su prebivala u Efrajimskom gorju i onih u Galileji.

## Vanjske poveznice
Gideon - s ilustracijama i popratnim komentarom katoličkog teologa

## Ostali projekti Wikimedije
|  | Wikizvor ima izvorni tekst Suci (Šarić) |

|  | Wikizvor ima izvorni tekst Sudci |